# سيباستين روبرتس
سيباستين روبرتس هو ممثل كندي، ولد في 29 ديسمبر 1972 بمونتريال في كندا.

## أعمال

### أفلام
- (2006) رقم الحظ سليفين
- (2011) وحي

## وصلات خارجية
- سيباستين روبرتس على موقع IMDb (الإنجليزية)
- سيباستين روبرتس على موقع ألو سيني (الفرنسية)
- سيباستين روبرتس على موقع أول موفي (الإنجليزية)
- سيباستين روبرتس على موقع قاعدة بيانات الفيلم (الإنجليزية)
- سيباستين روبرتس على موقع كينوبويسك (الروسية)